# Г'ю Ґрант
Г'ю Джон Мунґо Ґрант, або Г'ю Ґрант (англ. Hugh John Mungo Grant; нар. 9 вересня 1960, Лондон, Велика Британія) — англійський актор, багаторазовий лауреат і номінант різних престижних театральних, кіно- і телепремій.
До 2010-х років знімався здебільшого в романтичних комедіях і мелодрамах. Актор відомий своїм амплуа серцеїда — як у житті, так і на кіноекрані. Найвідоміші фільми за його участю — «Чотири весілля і похорон» (1994), «Розум і почуття» (1995), «Ноттінг Гілл» (1999), «Щоденник Бріджит Джонс» (2001), «Мій хлопчик» (2002), «Реальна любов» (2003), «Хмарний атлас» (2012), «Пригоди Паддінгтона 2» (2017), «Джентльмени» (2019).
Лауреат премій «Золотий глобус» і BAFTA за головну роль у романтичній комедії «Чотири весілля і похорон» (1994). Номінант на центральні премії «сезону кінонагород», зокрема «Золотий глобус» і BAFTA, за роль атеїста у фільмі жахів «Єретик» (2024).

## Біографія
Г'ю Ґрант народився 9 вересня 1960 року в Лондоні, у родині художника Джеймса Ґранта, що заробляв на життя торгівлею килимами, і його дружини Фінволи, вчительки. 1979 року Ґрант вступив до New College, коледжу Оксфордського університету, збираючись стати мистецтвознавцем. Під час навчання він був членом закритого студентського клубу Piers Gaveston Society.

## Кар'єра
1982 року у віці двадцяти двох років Ґрант дебютував у кіно, знявшись у трагікомедії «Привілейовані». Закінчивши коледж, він деякий час грав у трупі коміків «Жартівники з Норфолка» (англ. Jockeys Of Norfolk), рецензував книжки і навіть почав (але так і не закінчив) писати свій власний роман. 1985 і 1986 року актор чимало працював на телебаченні, знімаючись у серіалах і телефільмах.
Його першим помітним успіхом стала стрічка 1987 року «Моріс» — мелодрама про любов студентів-геїв, за романом Е. М. Форстера. Ця робота принесла Ґранту Кубок Вольпі за найкращу чоловічу роль Венеційського кінофестивалю, яку він розділив зі своїм партнером по фільму Джеймсом Вілбі. Того ж року він знявся у кримінальному романтичному трилері «Біле зло».
На молодого актора звернули увагу, і 1988 року його можна було побачити одразу в п'ятьох фільмах. Першим стала мелодрама Ґонсало Суареса «Гребти за вітром», де Ґранту дісталася роль знаменитого поета-романтика лорда Байрона. Під час зйомок між ним і його партнеркою Елізабет Герлі почався роман, що тривав тринадцять років. Далі були короткометражка «Ноктюрн», де Ґрант зіграв роль композитора Фредеріка Шопена, драма «Ночі в Бенгалі», невелика роль у трилері «Зоря» і фільм жахів Кена Рассела «Лігво білого хробака» за мотивами однойменного роману Брема Стокера. Усі ці фільми, хоча і додали Ґрантові акторського досвіду, успіху в публіки не здобули.
1989 року актор знову знявся на телебаченні, потім у непримітній драмі «Переступаючи межу». 1991 року він іще раз з'явився у ролі Шопена, зігравши в парі з Джуді Девіс (актриса виконала роль письменниці Жорж Санд) у музичному романтичному фільмі «Експромт», після чого взяв участь в еротичній драмі Романа Поланські «Гіркий місяць». 1994 року роль у романтичній комедії «Чотири весілля і похорон» принесли Ґранту широку популярність і декілька престижних нагород та номінацій — його було удостоєно премій BAFTA і «Золотий глобус».
У 2024 році виконав роль атеїста містера Ріда у фільмі жахів «Єретик», за яку номінувався на центральні премії «сезону кінонагород», зокрема «Золотий глобус» та BAFTA.

## Особисте життя
13 років (1987—2000) зустрічався з акторкою Елізабет Герлі.
З початку 2010-х років знаходиться у відносинах зі шведською телепродюсеркою Анною Еберштайн, одружились у 2018 році. У пари двоє дітей: син (2015) та дочка (2018).. Загалом у Ґранта п'ятеро дітей від двох жінок.

## Фільмографія
| Рік  | Фільм                                                 | Оригінальна назва                                          | Роль |
| ---- | ----------------------------------------------------- | ---------------------------------------------------------- | --- |
| 1982 | Привілейований                                        | Privileged                                                 | лорд Адріан                                                                                             |
| 1985 | Війна Дженні                                          | Jenny's War                                                | Пітер Бейнс                                                                                             |
| 1985 | Останнє місце на Землі                                | The Last Place on Earth                                    | Епслі Черрі-Гаррард                                                                                     |
| 1987 | Біле зло                                              | White Mischief                                             | Г'ю |
| 1987 | Моріс                                                 | Maurice                                                    | Клайв Дарем                                                                                             |
| 1988 | Леді та розбійник                                     | The Lady And The Highwayman                                | Лусіус Вайн / Сільвер Блейд                                                                             |
| 1988 | Зоря                                                  | The Dawning                                                | Гаррі                                                                                                   |
| 1988 | Ночі в Бенгалі                                        | La Nuit Bengali                                            | Алан |
| 1988 | Ноктюрни                                              | Nocturnes                                                  | Шопен                                                                                                   |
| 1988 | Лігво білого хробака                                  | The Lair of the White Worm                                 | лорд Джеймс д'Емптон                                                                                    |
| 1988 | Гребти за вітром                                      | Remando al viento                                          | лорд Байрон                                                                                             |
| 1989 | Коли ми зустрінемося знову                            | Till We Meet Again                                         | Бруно де Лансель                                                                                        |
| 1990 | Переступаючи межу                                     | The Big Man                                                | Гордон                                                                                                  |
| 1991 | Наші сини                                             | Our Sons                                                   | Джеймс                                                                                                  |
| 1991 | Експромт                                              | Impromptu                                                  | Шопен                                                                                                   |
| 1992 | Гіркий місяць                                         | Bitter Moon                                                | Найджел                                                                                                 |
| 1993 | Поїзд у пекло                                         | Night Train to Venice                                      | Мартін Геміл                                                                                            |
| 1993 | Наприкінці дня                                        | The Remains of the Day                                     | Реджинальд Кардинал, похресник лорда Дарлінґтона                                                        |
| 1994 | Чотири весілля і похорон                              | Four Weddings and a Funeral                                | Чарльз                                                                                                  |
| 1994 | Сірени                                                | Sirens                                                     | Ентоні Кемпіон                                                                                          |
| 1995 | Страшенно велика пригода                              | An Awfully Big Adventure                                   | Мередіт Поттер                                                                                          |
| 1995 | Англієць, який піднявся на пагорб, а спустився з гори | The Englishman Who Went Up a Hill But Came Down a Mountain | Реджинальд Енсон                                                                                        |
| 1995 | Дев'ять місяців                                       | Nine Months                                                | Семюель Фолкнер                                                                                         |
| 1995 | Розум і почуття                                       | Sense and Sensibility                                      | Едвард Феррарс                                                                                          |
| 1995 | Королівська милість                                   | Restoration                                                | Еліас Фінн                                                                                              |
| 1996 | Крайні заходи                                         | Extreme Measures                                           | доктор Гай Латан                                                                                        |
| 1999 | Доктор Хто і Проклін Неминучої Смерті                 | Comic Relief: Doctor Who — The Curse of Fatal Death        | Доктор Хто                                                                                              |
| 1999 | Ноттінг Гілл                                          | Notting Hill                                               | Вільям Такер                                                                                            |
| 1999 | Блакитноокий Міккі                                    | Mickey Blue Eyes                                           | Майкл Фелгейт                                                                                           |
| 2000 | Дрібні шахраї                                         | Small Time Crooks                                          | Девід                                                                                                   |
| 2001 | Щоденник Бріджит Джонс                                | Bridget Jones's Diary                                      | Деніел Клівер                                                                                           |
| 2002 | Мій хлопчик                                           | About a Boy                                                | Уїлл |
| 2002 | Кохання з повідомленням                               | Two Weeks Notice                                           | Джордж Уейд                                                                                             |
| 2003 | Реальна любов                                         | Love Actually                                              | прем'єр-міністр                                                                                         |
| 2004 | Бріджит Джонс: Межі розумного                         | Bridget Jones: The Edge of Reason                          | Деніел Клівер                                                                                           |
| 2006 | Американська мрія                                     | American Dreamz                                            | Мартін Туїд                                                                                             |
| 2007 | З очей — геть, з чарта — геть!                        | Music and Lyrics                                           | Алекс Флетчер                                                                                           |
| 2009 | Куди поділися Моргани?                                | Did You Hear About the Morgans?                            | Пол Морган                                                                                              |
| 2010 | Я все ще тут                                          | I'm Still Here                                             | Г'ю Ґрант                                                                                               |
| 2012 | Хмарний атлас                                         | Cloud Atlas                                                | преподобний Джайлз Горрокс, господар готелю, Ллойд Гукс, Денгольм Кавендіш, Сір Рі, вождь племені Конов |
| 2014 | Виправлений варіант                                   | The Rewrite                                                | Кіт Майклз                                                                                              |
| 2015 | Агенти U.N.C.L.E.                                     | The Man from U.N.C.L.E.                                    | Вейверлі                                                                                                |
| 2016 | Флоренс Фостер Дженкінс                               | Florence Foster Jenkins                                    | Сейнт-Клер Бейфілд                                                                                      |
| 2017 | Пригоди Паддінгтона 2                                 | Paddington 2                                               | Фенікс Б'юкенен                                                                                         |
| 2019 | Джентльмени                                           | The Gentlemen                                              | Флетчер                                                                                                 |
| 2020 | Знищення                                              | The Undoing                                                | Джонатан Фрейзер                                                                                        |
| 2023 | Операція «Фортуна»: Мистецтво перемагати              | Operation Fortune: Ruse de guerre                          | Грег Сіммондс                                                                                           |
| 2023 | Підземелля драконів                                   | Dungeons & Dragons                                         | Фордж Фіцвільям                                                                                         |
| 2023 | Вонка                                                 | Wonka                                                      | Умпа Лумпа                                                                                              |
| 2024 | Без глазурі                                           | Unfrosted                                                  | Терл Рейвенскрофт                                                                                       |
| 2024 | Єретик                                                | Heretic                                                    | містер Рід                                                                                              |
| 2025 | Бріджит Джонс: Закохана у хлопця                      | Bridget Jones: Mad About the Boy                           | Деніел Клівер                                                                                           |

## Нагороди
Перелічені основні нагороди та номінації. Повний список дивитись на IMDb.com [Архівовано 28 вересня 2015 у Wayback Machine.]
- 1987 — Премія Венеційського кінофестивалю — найкращий актор, за фільм «Моріс»
- 1995 — Премія «Золотий глобус» — найкращий актор комедії, за фільм «Чотири весілля і одні похорони»
- 1995 — Премія BAFTA — найкращий актор, за фільм «Чотири весілля і одні похорони»
- 1995 — Премія Товариства кінокритиків Чикаго — самий багатообіцяючий актор, за фільм «Чотири весілля і одні похорони»
- 2000 — Кінопремія журналу Empire — найкращий британський актор, за фільм «Ноттінг Гілл»
- 2003 — Кінопремія журналу Empire — найкращий британський актор, за фільм «Мій хлопчик»

### Номінації
- 1995 — Премія каналу MTV — Прорив року, за фільм «Чотири весілля і одні похорони»
- 2000 — Премія «Золотий глобус» — найкращий актор комедії, за фільм «Ноттінг Гілл»
- 2001 — Європейська кіноакадемія — Приз глядацьких симпатій за найкращу чоловічу роль, за фільм «Щоденник Бріджит Джонс»
- 2002 — Кінопремія журналу Empire — найкращий британський актор, за фільм «Щоденник Бріджит Джонс»
- 2003 — Премія Товариства кінокритиків Чикаго — найкращий актор, за фільм «Мій хлопчик»
- 2003 — Премія «Золотий глобус» — найкращий актор комедії або мюзиклу, за фільм «Мій хлопчик»
- 2004 — Європейська кіноакадемія — Приз глядацьких симпатій за найкращу чоловічу роль, за фільм «Реальна любов»
- 2017 — Премія BAFTA — найкращий актор другого плану, за фільм «Флоренс Фостер Дженкінс»
- 2018 — Премія BAFTA — найкращий актор другого плану, за фільм «Пригоди Паддінгтона 2»
- 2025 — Премія «Золотий глобус» — найкращий актор комедії або мюзиклу, за фільм «Єретик»
- 2025 — Премія BAFTA — найкращий актор, за фільм «Єретик»